# الدوري الكاميروني الممتاز 1995
الدوري الكاميروني الممتاز 1995 (بالإنجليزية: 1995 Cameroonian Premier League) هو الموسم 35 من الدوري الكاميروني الممتاز. أشرف على تنظيمه اتحاد الكاميرون لكرة القدم، وكان عدد الأندية المشاركة فيه 16، وفاز فيه ريسينغ دي بافوسام ‏.